# Стейнгачі (Флорида)
Стейнгачі (англ. Steinhatchee) — переписна місцевість (CDP) в США, в окрузі Тейлор штату Флорида. Населення — 1049 осіб (2020).

## Географія
Стейнгачі розташоване за координатами 29°40′48″ пн. ш. 83°23′12″ зх. д. / 29.68000° пн. ш. 83.38667° зх. д. (29.680062, -83.386582).  За даними Бюро перепису населення США в 2010 році переписна місцевість мала площу 8,56 км², з яких 8,28 км² — суходіл та 0,28 км² — водойми.

### Клімат
Громада знаходиться у зоні, котра характеризується вологим субтропічним кліматом. Найтепліший місяць — липень із середньою температурою 27.3 °C (81.2 °F). Найхолодніший місяць — січень, із середньою температурою 11.8 °С (53.3 °F).
| Клімат Стейнгачі        | Клімат Стейнгачі | Клімат Стейнгачі | Клімат Стейнгачі | Клімат Стейнгачі | Клімат Стейнгачі | Клімат Стейнгачі | Клімат Стейнгачі | Клімат Стейнгачі | Клімат Стейнгачі | Клімат Стейнгачі | Клімат Стейнгачі | Клімат Стейнгачі | Клімат Стейнгачі |
| Показник                | Січ.             | Лют.             | Бер.             | Квіт.            | Трав.            | Черв.            | Лип.             | Серп.            | Вер.             | Жовт.            | Лист.            | Груд.            | Рік              |
| Абсолютний максимум, °C | 28,9             | 30               | 32,2             | 34,4             | 40               | 40               | 41,1             | 38,3             | 37,2             | 36,7             | 32,2             | 29,4             | 41,1             |
| Середній максимум, °C   | 18,6             | 19,9             | 23,4             | 26,9             | 30,3             | 32,6             | 33,1             | 32,8             | 31,5             | 27,9             | 23,9             | 19,8             | 26,7             |
| Середня температура, °C | 11,8             | 12,9             | 16,4             | 19,7             | 23,3             | 26,2             | 27,3             | 27,2             | 25,7             | 21,2             | 16,7             | 12,6             | 20,1             |
| Середній мінімум, °C    | 4,8              | 5,9              | 9,4              | 12,5             | 16,2             | 19,9             | 21,6             | 21,6             | 19,9             | 14,5             | 9,5              | 5,4              | 13,4             |
| Абсолютний мінімум, °C  | −12,8            | −8,3             | −7,2             | −1,7             | 2,2              | 7,2              | 15               | 15,6             | 3,9              | −1,1             | −11,1            | −12,2            | −12,8            |
| Норма опадів, мм        | 112              | 96               | 114              | 71               | 76               | 165              | 233              | 246              | 161              | 74               | 59               | 83               | 1491             |
| Днів з опадами          | 8                | 7                | 7                | 5                | 5                | 10               | 13               | 14               | 10               | 4                | 5                | 6                | 94               |
| ----------------------- | ---------------- | ---------------- | ---------------- | ---------------- | ---------------- | ---------------- | ---------------- | ---------------- | ---------------- | ---------------- | ---------------- | ---------------- | ---------------- |
| Джерело: Weatherbase    |                  |                  |                  |                  |                  |                  |                  |                  |                  |                  |                  |                  |                  |

## Демографія
Згідно з переписом 2010 року, у переписній місцевості мешкало 1047 осіб у 522 домогосподарствах у складі 323 родин. Густота населення становила 122 особи/км².  Було 1555 помешкань (182/км²).
Расовий склад населення:
| - 98,7 % — білих - 0,3 % — корінних американців - 0,3 % — азіатів |

До двох чи більше рас належало 0,2 %. Частка іспаномовних становила 1,9 % від усіх жителів.
За віковим діапазоном населення розподілялося таким чином: 12,1 % — особи молодші 18 років, 54,9 % — особи у віці 18—64 років, 33,0 % — особи у віці 65 років та старші. Медіана віку мешканця становила 56,3 року. На 100 осіб жіночої статі у переписній місцевості припадало 104,1 чоловіків;  на 100 жінок у віці від 18 років та старших — 101,3 чоловіків також старших 18 років.
Середній дохід на одне домашнє господарство  становив 43 261 долар США (медіана — 29 694), а середній дохід на одну сім'ю — 35 561 долар (медіана — 28 389). За межею бідності перебувало 7,8 % осіб, у тому числі 0,0 % дітей у віці до 18 років та 0,0 % осіб у віці 65 років та старших.
Цивільне працевлаштоване населення становило 244 особи. Основні галузі зайнятості: освіта, охорона здоров'я та соціальна допомога — 52,5 %, мистецтво, розваги та відпочинок — 16,8 %, будівництво — 14,8 %.